# Kuzicus scorpioides
Kuzicus scorpioides är en insektsart som beskrevs av Sänger och Brigitte Helfert 2006. Kuzicus scorpioides ingår i släktet Kuzicus och familjen vårtbitare. Inga underarter finns listade i Catalogue of Life.